# Phryganopteryx strigillata
Phryganopteryx strigillata is een vlinder uit de familie spinneruilen (Erebidae), onderfamilie beervlinders (Arctiinae). De wetenschappelijke naam van de soort is voor het eerst geldig gepubliceerd in 1878 door Saalmüller.
Deze nachtvlinder komt voor in tropisch Afrika.